# The Burning Fiery Furnace
The Burning Fiery Furnace (El forn ardent), op. 77, és una de les tres paràboles per a l'església amb música de Benjamin Britten i llibret en anglès de William Plomer. Les altres dues paràboles per a església són Curlew River (1964) i The Prodigal Son (1968).
L'obra es va estrenar a l'Orford Church, Suffolk, Anglaterra, el 9 de juny de 1966 per l'English Opera Group. L'escenari va ser dissenyat per Annena Stubbs i Colin Graham va ser el director d'escena d'aquesta primera producció.
L'escala i l'estil d'instrumentació són similars a les de Curlew River, però hi ha una notable diferència, l'ús del trombó alt.
Clifford Hindley ha parlat d'un subtext que mostra simpatia per l'homosexualitat tant per part de Britten com la de Plomer en el seu tractament de la història.

## Personatges
| Personatge                    | Tesitura | Repartiment de l'estrena, 9 de juny de 1966 (Director: Benjamin Britten) |
| ----------------------------- | -------- | ------------------------------------------------------------------------ |
| Nebuchadnezzar                | tenor    | Peter Pears                                                              |
| Astròleg                      | baríton  | Bryan Drake                                                              |
| Ananias (Shadrack)            | baríton  | John Shirley-Quirk                                                       |
| Misael (Meshach)              | tenor    | Robert Tear                                                              |
| Azarias (Abednego)            | baríton  | Victor Godfrey                                                           |
| Herald i líder dels cortesans | baríton  | Peter Leeming                                                            |
| Cor de cortesans; seguici     |          |                                                                          |